# 藤原季兼
藤原 季兼（ふじわら の すえかね、生年不詳 - 長寛2年5月3日（1164年5月25日））は、平安時代後期の貴族。藤原北家道綱流、刑部卿・藤原敦兼の子。官位は正四位下・備後守。

## 経歴
祖父・藤原敦家、父・敦兼、母方の祖父・顕季と名だたる管絃堪能者を輩出した家系に生まれ、自身も管絃に優れた。従五位下に叙爵後、白河院政期末の大治元年（1126年）能登守に任官し、翌大治2年（1127年）従五位上に叙せられる。長承元年（1132年）右衛門佐に任ぜられ、この頃に崇徳天皇が管弦の催しを行った際、季兼は急に昇殿を許されて篳篥を演奏した。
その後も右衛門佐を務める一方で、長承2年（1133年）阿波守、康治元年（1142年）ごろ上総介、久安5年（1149年）備後守と、白河院政期末から鳥羽院政期にかけて20年以上に亘って地方官を務め、位階は久安5年（1149年）正四位下に至った。この間、鳥羽院の八幡御幸において神楽庭火の本歌をとなえたり、保元3年（1158年）に行われた復活内宴で篳篥を演奏したほか、源資賢らとともに雅仁親王（のち後白河天皇）の今様先達を務めるなど、音楽面での活動が見られる。
長寛2年（1164年）5月3日卒去。最終官位は前備後守正四位下。

## 官歴
- 時期不詳：従五位下
- 大治元年（1126年） 2月24日：能登守[6]
- 大治2年（1127年） 正月12日：従五位上[7]
- 長承元年（1132年） 正月22日：右衛門佐[8]、能登守如元
- 長承2年（1133年） 5月6日：阿波守[7]
- 時期不詳：正五位下
- 保延5年（1139年） 4月30日：見右衛門佐[9]
- 康治元年（1142年） 10月26日：見上総介[10]
- 久安5年（1149年） 3月18日：備後守[10]。3月20日：正四位下[10]
- 久寿2年（1155年） 10月26日：見前備前守正四位下[11]
- 保元3年（1158年） 正月22日：見前備後守[12]
- 長寛2年（1164年） 5月3日：卒去（前備後守正四位下）[13]

## 系譜
『尊卑分脈』による。
- 父：藤原敦兼
- 母：藤原顕季の娘
- 妻：藤原家保の娘
  - 男子：藤原季信（?-1192）
- 生母不詳の子女
  - 女子：藤原季家室